# Виноградов, Юрий Васильевич
Юрий (Георгий) Васильевич Виноградов (15 февраля 1907, Белебей, Уфимская губерния — 4 января 1983, Казань) — советский композитор, музыковед, педагог, профессор, преподаватель по анализу музыкальных произведений Казанской консерватории, преподаватель композиции и музыкально-теоретических дисциплин Казанского музыкального училища, Заслуженный деятель искусств Татарской АССР.

## Биография
- Родился 15 февраля 1907 года в Белебее Уфимской губернии в семье композитора Василия Ивановича Виноградова.
- 1926 год — окончил Казанский музыкальный техникум по классу фортепиано у Олега Дмитриевича Родзевича.
- 1946 год — окончил теоретико-композиторский факультет Музыкально-педагогического института имени Гнесиных в Москве по классу композиции у Максимилиана Осеевича Штейнберга.
- 1936-45 годы — преподавал композицию и музыкально-теоретические дисциплины в Казанском музыкальном училище.
- 1945-77 годы — преподаватель по анализу музыкальных произведений Казанской консерватории.
- Умер 4 января 1983 года в Казани.

## Ученики
1. Бакиров Энвер Закирович — композитор, скрипач, Заслуженный деятель искусств Татарской АССР, РСФСР, народный артист Республики Татарстан, Лауреат Государственной премии Татарской АССР имени Габдуллы Тукая
2. Валиуллин Аллагиар Гарифуллович — композитор
3. Шамсутдинов Исмай Гайнутдинович — композитор, Заслуженный деятель искусств Татарской АССР, Народный артист Татарской АССР
4. Фандеев Тимофей Игнатьевич — композитор, баянист, преподаватель Чувашского педагогического института, Заслуженный деятель искусств Чувашской АССР, Заслуженный деятель искусств РСФСР, член Союза композиторов Чувашской АССР
5. Валиуллин Хуснулла Валиуллович — композитор, Заслуженный деятель искусств Татарской АССР, Заслуженный деятель искусств РСФСР, Лауреат Государственной премии Татарской АССР имени Габдуллы Тукая, Участник Великой Отечественной войны.

## Творчество
Участвовал в создании первой учебной программы курса «История татарской советской музыки», редактировал первые издания произведений татарских композиторов, писал рецензии на концерты и спектакли, вёл музыкально-просветительскую работу.
Основное место в композиторском творчестве композитора занимают камерно-инструментальные и камерно-вокальные сочинения:
- Вариации на тему татарские народные песни «Апипа» для симфонического оркестра;
- Детский альбом для фортепиано;
- Татарский марш для двух фортепиано;
- Кантата «Соловей и родник» на стихи Мусы Джалиля;
- Циклы романсов на стихи Александра Сергеевича Пушкина, Степана Петровича Щипачёва;
- Романсы и песни на стихи татарских поэтов;
- 12 китайских народных песен в обработке для фортепиано;
- Вокальные и фортепианные обработки татарских русских, киргизских и английских народных песен;
- Произведений для детских хоров.

## Награды и признание
- Заслуженный деятель искусств Татарской АССР (1954).